# Кхму
Кхму (кха, кса, тайхат, футхень; вьет. Khơ Mú, Xá Cẩu, Pu Thênh, Tày Hạy, Mứn Xen, лаос. ຂະມ тайск. ขมุ, кит. 克木) — народ в Юго-Восточной Азии. Общая численность — около 440 тысяч человек.
Проживают в Лаосе (384 тысячи человек), во Вьетнаме (более 90 000 человек), северном Таиланде (40 000 человек), а также в Мьянме и Китае. Входят в число 54 официально признанных народов Вьетнама. Кхму в специальной литературе иногда относят к группе горных монов.

## Ареал расселения
Кхму — древнейший этнический пласт на Северо-Востоке Индокитая, занимают средний пояс гор. В Северном Лаосе народность расселена на большой территории, но очень разбросанно. Они занимают средний пояс гор, оставляя самые вершины мяо и яо; остальная часть народности населяет Таиланд, Вьетнам, Мьянму и Китай. Кхму и ламет осознают себя как близко родственные народы (Нго Дык Тхинь 1999: 278).

## Язык
Говорят на языке кхму мон-кхмерской ветви австроазиатской семьи. Диалекты: кхму, кханг и кхао. Основная единица речи кхмерского языка представляет собой нечто среднее между китайско-тибетским корнеслогом и индонезийским корневым словом. Словоизменение в языке кхму отсутствует.

## Хозяйство
Кхму занимаются подсечно-огневым земледелием с суходольным рисом в качестве основной культуры, речным рыболовством, охотой, лесным собирательством. Лес рубят топором и длинным ножом. Для рыхления земли кхму используют железную мотыгу. Сеют с помощью сажального кола. В остальном хозяйство кхму такое же, как и у ламет. Бо́льшая часть девственных джунглей на территории, заселённой народом кхму, уже выжжена, и на месте лесов появились заросли бамбука и травы императы. Главные ремесла — ткачество, гончарство, производство металлических украшений.

## Одежда и внешний вид
Одежда близка костюму тхай, таи и лао. Одежду делают из покупной ткани. Она состоит из несшитой юбки и блузы у женщин, штанов и куртки у мужчин. На голове носят тюрбаны. У представителей народности кхму встречается татуировка лица. Раньше было широко распространено чернение зубов. Также они носят много покупных украшений из серебра и меди.

## Поселения и социальная организация
Поселения имеют беспорядочную планировку и по размерам равны 15 домам, расположенных вокруг общинного дома. Жилище свайное деревянное; но иногда встречаются полусвайные и наземные. В их конструкции большинство деталей делается из бамбука. Крыша — соломенная или из листьев пальмы. Дом имеет небольшую веранду. Народ обычно живёт малыми семьями, но есть и большие семейные жилища. Спальня хозяев с очагом бывает огорожена. В гостевой части дома, расположенной перед входом, находится другой очаг. Для интерьера дома характерны деревянные и плетёные из ротана скамейки. Питаются в основном клейким рисом, сваренным на пару, кукурузой, маниоком, таро, реже мясом. Сохранился обычай питья через нос. Какое-то время находились в феодальной зависимости от тхай. Общины возглавлялись наследственными вождями.

## Система родовых отношений
Деревня представляет собой территориальную общину, возглавляемую выборным или наследственным вождём. Земельные участки находятся во владении малых и больших семей. У кхму сохраняются роды, принадлежность к которым важна при заключении брака. Выбор невесты часто определяется желанием родителей юноши. После свадьбы он поселяется на 3-4 года в доме родителей жены, после чего строит собственный дом.

## Верования
У кхму развиты анимистические верования, в Лаосе — буддисты. Сохранились культы предков, духов земли, неба, воды, риса и другие. Сохранились также тотемические представления, которые выражаются, в частности, в различных пищевых табу. Среди народа распространён миф о происхождении их от тыквы, аналогичный мифу тайских народов Лаоса. По этому мифу, кхму первыми вышли из тыквы. Кхму высоко ценят бронзовые барабаны, которые используют в обрядах и празднествах.